# Национальное архивное управление Азербайджана
Национальное архивное управление Азербайджанской Республики — центральный орган исполнительной власти, осуществляющий государственную политику в области архивной работы.
Создан на базе Главного архивного управления при Кабинете министров Азербайджанской Республики по Указу президента Азербайджанской Республики Гейдара Алиева от 2 декабря 2002 года № 816 «Об усовершенствовании архивной работы в Азербайджанской Республике». Положение о Национальном архивном управлении было утверждено 27 сентября 2003 года.
Управление обеспечивает реализацию государственной политики в отношении обновления и поддержания национальных архивов через его непосредственную деятельность в области комплектования и обеспечения сохранности документов, а также через его региональных глав и национальные архивы Нахичеванской Автономной Республики Азербайджана.

## История
Начало организации архивного дела в Азербайджане было положено декретом «Об образовании Единого государственного архивного фонда и создании Центрального государственного архива», принятым 6 декабря 1920 года на заседании Азербайджанского революционного комитета, проходившем под председательством Наримана Нариманова. В соответствии с декретом, все архивы бывших и действующих правительственных учреждений и общественных организаций вошли в состав Единого государственного архивного фонда. Все дела учреждений, организаций и предприятий, действовавших на территории Азербайджана, законченные производством к 28 апреля 1920 года, должны были быть переданы в Центральный государственный архив.
Центральный государственный архив организовывался при Народном Комиссариате просвещения.
Начавший свою деятельность в Баку в январе 1921 года, Центральный государственный архив Азербайджанской ССР был первым государственным архивом на Кавказе.
В августе 1922 года руководство Центральным государственным архивом было возложено на Президиум АзЦИК, что способствовало повышению авторитета и роли архивных органов. Началось формирование местных архивных учреждений. 13 декабря 1925 года был создан Центрархив Нахчиванской АССР.
19 апреля 1930 года Президиум АзЦик утвердил положение о Центральном архивном управлении Азербайджанской ССР. На Центральное архивное управление возлагались не только задачи концентрации, систематизации, хранения документов, но и организация научно-исследовательской работы и использование архивных документов в интересах содействия выполнению задач политического, экономического и культурного строительства. В апреле 1930 года были созданы два центральных государственных архива: Центральный государственный архив Октябрьской революции (с фотоотделом) и Центральный государственный исторический архив, а также сеть государственных и ведомственных архивов.
В тридцатые годы в некоторых городах и районах республики были созданы архивные отделения для защиты и использования архивных документов в местах, которые впоследствии стали городскими и районными государственными архивами.
С 1938 по 1960 год, архивная служба в Азербайджане, как и во всем Советском Союзе, была подчинена Народному комиссариату внутренних дел (позже МВД), и по этой причине архивы превратились по сути в закрытые учреждения, что значительно затрудняло проведение научно-исследовательских работ и в целом использование архивных документов.
В 1960 году архивная служба Азербайджана, как и других республик бывшего СССР, была переподчинена Совету министров Азербайджана. С 1963 по 1982 год происходило совершенствование структуры архивных учреждений, а также реорганизация сети государственных архивов. В 1966 году был создан Центральный государственный архив литературы и искусства Азербайджанской ССР. В 1968 и 1969 году — Центральный государственный архив звукозаписей Азербайджанской ССР и Центральный государственный архив научно-технической и медицинской документации Азербайджанской ССР. Были созданы филиалы архивов в 15 городах и областных центрах, 50 региональных государственных архивов были преобразованы в архивы переменного содержания, которые осуществляли временное хранение документов.
После распада СССР на базе бывшего Центрального партийного архива решением Кабинета министров был создан Архив политических партий и общественных движений Азербайджанской Республики, который был передан в систему Главного архивного управления Азербайджана.
В 1996 году Главное архивное управление при Кабинете министров Азербайджанской Республики стало полноправным членом Международного архивного совета при ЮНЕСКО. Азербайджанские архивы, также как и архивы стран, входящих в Содружество Независимых Государств, наладили контакты с архивами ряда соседних стран, в частности с архивами Турции и Ирана.

## Архивная система Азербайджанской Республики
В архивную систему Азербайджанской Республики входят 6 государственных архивов республиканского значения, 15 филиалов государственных архивов, государственные архивы Нахичеванской Автономной Республики, а также 55 региональных и городских государственных архивов, которые находятся в подчинении Национального архивного управления.
В составе Национального архива создана специальная лаборатория по реставрации документов.
В июне 1999 года Милли Меджлис принял Закон Азербайджанской Республики «О Национальном архивном фонде», который был подписан Президентом 22 июня 1999 года.
Архивные документы на территории Азербайджанской Республики включены в Национальный архивный фонд независимо от источника происхождения, места хранения и собственности. 

## Состав Национального архивного фонда
- Законодательные акты;
- Документы организаций, действующих ранее и в настоящее время на территории Азербайджанской Республики;
- Документы суда и прокуратуры;
- Статистические, научные, технологические, нормативно-технические, патентные, картографические документы;
- Кино, фотографии, фонограммы, видеоматериалы, проектные работы и архитектурные проекты;
- Рукописи, книги и брошюры особого значения, периодические издания;
- Произведения искусства, научные, литературные и музыкальные произведения;
- Документы партийных, общественных и неправительственных организаций;
- Дневники, мемуары, письма и другие личные документы.

Национальный архивный фонд в Азербайджане формируется из архивных документов органов законодательной и исполнительной власти; судебных органов; воинских частей и подразделений, военных учебных заведений; органов местного самоуправления; управления, предприятий и организаций в промышленности, строительстве, сельском хозяйстве и других секторах экономики; науки, культуры, здравоохранения, образования и спорта; СМИ и издательств; совместных предприятий, общественных объединений, политических партий и религиозных организаций, действующих в Азербайджанской Республике, неправительственных организаций, организаций и предприятий, дипломатических представительств Азербайджанской Республики в зарубежных странах и международных организациях, других управлениях, предприятиях и организациях; архивов граждан Азербайджанской Республики. 
Архивные документы и коллекции документов Национального архивного фонда, которые имеют особую историческую и культурную ценность, считаются редкими документальными памятниками.
Государственная часть документов национального архивного фонда защищена как государственная собственность. Документы, находящиеся во владении государства, не могут быть предметом контрактов на покупку или продажу формы собственности.
12 февраля 2020 года распоряжением Президента Азербайджанской Республики была утверждена «Государственная программа развития архивного дела в Азербайджанской Республике на 2020—2025 годы».

## Хронология
- 1920 — Центральный государственный архив при Комиссариате народного просвещения
- 1921 — Азербайджанский Центральный государственный архив
- 1922 — Центральный государственный архив при Президиуме ЦИК Азербайджанской ССР
- 1930 — Центральное архивное управление Азербайджанской ССР
- 1938 — Архивная служба передана в ведение НКВД
- 1960 — Архивная служба передана в ведение Совета Министров Азербайджанской ССР
- 1973 — Архивное управление преобразовано в Главное архивное управление при Совете Министров Азербайджанской ССР
- 2002 — Национальное архивное управление Азербайджанской Республики

## Учреждения, подчиняющиеся Национальному архивному управлению
- Государственный архив Азербайджанской Республики
- Государственный исторический архив Азербайджанской Республики
- Государственный архив литературы и искусства Азербайджанской Республики
- Государственный архив кино-фото документов Азербайджанской Республики
- Государственный архив звукозаписей Азербайджанской Республики
- Государственный архив научно-технических документов Азербайджанской Республики
- Государственный архив Нахичеванской Автономной Республики